# Sedum lungtsuanense
Sedum lungtsuanense är en fetbladsväxtart som beskrevs av Fu. Sedum lungtsuanense ingår i Fetknoppssläktet som ingår i familjen fetbladsväxter. Inga underarter finns listade i Catalogue of Life.